# 에니올라 알루코
에니올라 알루코(영어: Eniola Aluko, 1986년 8월 13일 ~ )는 잉글랜드의 나이지리아계 전직 여자 축구 선수이다. 선수 시절 포지션은 공격수였다.

## 클럽 경력
에니올라 알루코는 나이지리아 라고스에서 태어나서 1세 시절에 가족들과 함께 잉글랜드 버밍엄으로 이주했다. 어린 시절에는 자신의 남동생인 소네 알루코와 마찬가지로 친구들과 함께 축구를 즐기면서 성장했고 테니스를 비롯한 다른 스포츠도 즐겼다. 리필드 애슬레틱에서 선수 생활을 시작했으며 훗날 잉글랜드 여자 축구 국가대표팀 동료가 된 캐런 카니와 함께 버밍엄 시티 유스 팀에서 활동했다. 14세 시절이던 2001년에 열린 리즈 유나이티드와의 데뷔 경기에서 첫 골을 기록했다.
에니올라 알루코는 15세 시절이던 2002년 4월 7일에 열린 풀럼과의 2001-02 FA 여자 프리미어리그컵 시즌 결승전 경기에 출전했으나 버밍엄 시티는 풀럼에 1-7 패배를 기록하면서 준우승을 차지했다. 버밍엄 시티는 2001-02 FA 여자 프리미어리그 북부 디비전 시즌에서 우승을 차지하면서 내셔널 디비전으로 승격되었다. 2003년에는 잉글랜드 축구 협회로부터 올해의 신인 선수로 선정되는 영예를 안았다.
에니올라 알루코는 2004년 1월에 찰턴 애슬레틱에 합류했으며 2004년 3월에 열린 2003-04 FA 여자 프리미어리그컵 시즌 결승전 경기에서 찰턴 애슬레틱이 풀럼에 1-0 승리를 기록하여 우승을 차지하는 데에 기여했다. 2003-04 FA 여자 프리미어리그 내셔널 디비전 시즌에서는 찰턴 애슬레틱의 준우승에 기여했고 2004년 8월에 열린 FA 여자 커뮤니티 실드 경기에서는 찰턴 애슬레틱이 아스널에 1-0 승리를 기록하여 우승을 차지하는 데에 기여했다.
에니올라 알루코는 2005년 5월 2일에 열린 에버턴과의 2004-05 FA 여자컵 시즌 결승전 경기에서 결승골을 기록하여 찰턴 애슬레틱의 우승에 기여했으며 찰턴 애슬레틱은 에버턴에 1-0 승리를 기록했다. 2006년 3월 5일에 열린 아스널과의 2005-06 FA 여자 프리미어리그컵 시즌 결승전 경기에서는 전반전에만 2골을 기록하면서 찰턴 애슬레틱의 우승에 기여했고 찰턴 애슬레틱은 아스널에 2-1 승리를 기록했다.
에니올라 알루코는 2007년 7월에 첼시로 이적했다가 2008년 10월에 미국 여자 프로 축구 참가를 준비하고 있던 미국의 여자 축구 클럽인 세인트루이스 애슬레티카에 합류했다. 2009 미국 여자 프로 축구 시즌에서 6골, 도움 4개를 기록한 에니올라 알루코는 세인트루이스 애슬레티카가 정규 시즌에서 2위를 차지하여 플레이오프 진출 자격을 획득하는 데에 기여했으나 잉글랜드 여자 축구 국가대표팀 활동에 집중하기 위하여 플레이오프, 올스타전에 불참했다. 2010년 6월에 세인트루이스 애슬레티카가 시즌 진행 도중에 재정 문제로 인해 해체되면서 애틀랜타 비트로 이적했고 2010년 12월에는 스카이 블루 FC로 이적했다.
에니올라 알루코는 미국 여자 프로 축구가 2011 시즌을 끝으로 폐지되면서 버밍엄 시티로 복귀했다. 2012 FA 여자 슈퍼리그·FA 여자컵 시즌에서 17경기에 출전하여 5골, 도움 2개를 기록했다. 2012년 5월 26일에 열린 첼시와의 2011-12 FA 여자컵 시즌 결승전 경기에서는 후반전 18분에 교체 출전했는데 버밍엄 시티는 연장전까지 2-2 동점을 기록한 이후에 승부차기에서 첼시에 3-2 승리를 기록하면서 우승을 차지했다. 2012년 10월 10일에 열린 아스널과의 2012 FA WSL컵 결승전 경기에도 출전했으나 버밍엄 시티는 아스널에 0-1 패배를 기록하면서 준우승을 차지했다.
2012년 12월에 첼시로 이적한 에니올라 알루코는 2013 FA 여자 슈퍼리그·FA 여자컵 시즌에서는 17경기에 출전하여 6골, 도움 3개를 기록했으나 첼시는 2013 FA 여자 슈퍼리그에서 7위라는 저조한 성적을 기록했다. 일본에서 개최된 2013년 국제 여자 클럽 챔피언십에 참가한 에니올라 알루코는 시드니 FC와의 준결승전 경기에서 1골을 기록했을 정도로 첼시의 결승전 진출에 기여했지만 첼시는 INAC 고베 레오네사와의 결승전 경기에서 2-4 패배를 기록하면서 준우승을 차지했다.
에니올라 알루코는 2014 FA 여자 슈퍼리그·FA 여자컵 시즌에서 20경기에 출전하여 7골, 도움 1개를 기록했다. 첼시는 2014 FA 여자 슈퍼리그 시즌 마지막 경기 이전까지 버밍엄 시티에 승점 2점, 리버풀에 승점 3점 차로 앞서 있었으나 맨체스터 시티와의 경기에서 1-2 패배를 기록했고 골득실 차로 리버풀에 우승을 놓치게 된다. 하지만 2014-15 시즌 첼시 올해의 선수, 2014-15 시즌 잉글랜드 프로 축구 선수 연맹(PFA) FA 여자 슈퍼리그 올해의 팀에 선정되는 영예를 안게 된다.
첼시는 2015년 8월 1일에 열린 노츠 카운티와의 2014-15 FA 여자컵 결승전 경기에서 1-0 승리를 기록하면서 우승을 차지했다. 특히 에니올라 알루코는 전반전 39분에 지소연이 기록한 결승골을 어시스트하면서 첼시의 우승에 기여했다. 프랜 커비, 라모나 바흐만이 첼시에 합류한 이후에는 팀 내에서의 역할이 줄어들었지만 2016 FA 여자 슈퍼리그 시즌에서 9골을 기록하면서 득점왕을 차지했다. 2017 FA 여자 슈퍼리그 시즌에서 첼시의 우승을 견인했고 2017-18 FA 여자 슈퍼리그 시즌, 2017-18 FA 여자컵에서도 첼시의 우승에 기여했다.
에니올라 알루코는 2018년 5월 16일에 첼시를 떠나서 자유 이적을 결심했고 2018년 6월 6일에 이탈리아 세리에 A 펨미닐레 소속 여자 축구 클럽인 유벤투스와 계약했다. 2018-19 시즌에서는 유벤투스의 세리에 A 펨미닐레, 여자 코파 이탈리아 우승에 기여했고 2019년에는 유벤투스의 여자 수페르코파 이탈리아나 우승에 기여했다. 에니올라 알루코는 2020년 1월 15일에 프로 축구에서 은퇴를 결정했다.

## 국가대표 경력
에니올라 알루코는 14세 시절부터 잉글랜드 여자 U-17, U-19 축구 국가대표팀 선수로 활동했으며 17세 시절이던 2004년 9월 17일에 열린 네덜란드와의 친선 경기에 처음 출전하면서 잉글랜드 여자 축구 국가대표팀 선수로 데뷔했다. 2005년 5월 26일에 잉글랜드 월솔에서 열린 체코와의 친선 경기에서 자신의 국가대표팀 첫 골을 기록했는데 잉글랜드는 체코에 4-1 승리를 기록했다. 2005년 10월 27일에 열린 헝가리와의 2007년 FIFA 여자 월드컵 유럽 지역 예선 원정 경기에서는 2골을 기록하여 잉글랜드의 13-0 승리에 기여했다.
에니올라 알루코는 잉글랜드에서 개최된 UEFA 여자 유로 2005에 참가했다. 덴마크와의 조별 예선 경기가 열린 날 아침에 역사 시험을 치렀는데 잉글랜드는 덴마크에 1-2 패배를 기록했다. 스웨덴과의 조별 예선 경기에서는 거의 동점골을 넣을 뻔한 대담한 행동을 기록했으나 경기에서 퇴장을 당하는 불명예를 안았고 잉글랜드의 0-1 패배를 막지 못했다.
에니올라 알루코는 중국에서 개최된 2007년 FIFA 여자 월드컵에 참가했으며 일본·아르헨티나와의 조별 예선 경기, 미국과의 8강전 경기에 출전했다. 에니올라 알루코는 잉글랜드가 미국과의 8강전 경기에서 0-3 패배를 기록하면서 탈락한 이후에 잉글랜드 최고의 여자 축구 선수들에게 제공하는 재정 지원 수준과 잉글랜드 축구 협회의 행동을 강하게 비판했다.
에니올라 알루코는 핀란드에서 개최된 UEFA 여자 유로 2009에 참가하여 인상적인 활약을 기록했다. 러시아와의 조별 예선 경기에서 1골을 기록하여 잉글랜드의 3-2 승리에 기여했으며 핀란드와의 8강전 경기에서 2골을 기록하여 잉글랜드의 3-2 승리에 기여했다. 네덜란드와의 준결승전 경기에서는 켈리 스미스의 첫 골에 도움을 주면서 잉글랜드의 2-1 승리에 기여했다. 잉글랜드는 독일과의 결승전 경기에서 2-6 패배를 기록하면서 준우승을 차지했다.
에니올라 알루코는 2010년 9월 16일에 열린 스위스와의 2011년 FIFA 여자 월드컵 유럽 지역 예선 홈 경기에서 1골을 기록하면서 잉글랜드가 독일에서 개최된 2011년 FIFA 여자 월드컵 본선에 진출하는 데에 기여했다. 잉글랜드는 멕시코와의 조별 예선 1차전 경기에서 1-1 무승부를 기록했는데 에니올라 알루코는 골 찬스 기회를 낭비했다는 대중들의 비판을 피하지 못했다. 뉴질랜드와의 조별 예선 2차전 경기에서는 하프타임 상황에서 교체되면서 나왔으며 잉글랜드는 뉴질랜드에 2-1 승리를 기록했다. 일본과의 조별 예선 3차전 경기에서는 후반전 17분에 교체 투입되었고 잉글랜드는 일본에 2-0 승리를 기록했다. 프랑스와의 8강전 경기에서는 벤치를 지켰는데 연장전까지 1-1 동점을 기록한 잉글랜드는 승부차기에서 프랑스에 3-4 패배를 기록하면서 탈락하게 된다.
에니올라 알루코는 2012년 런던 하계 올림픽에 참가한 영국 여자 축구 국가대표팀 명단에 이름을 올렸으며 뉴질랜드·카메룬·브라질과의 조별 예선 경기, 캐나다와의 8강전 경기에 모두 출전했다. 영국은 뉴질랜드·카메룬·브라질과의 조별 예선 경기에서 3승을 기록했으나 캐나다와의 8강전 경기에서 0-2 패배를 기록하면서 탈락했다.
에니올라 알루코는 스웨덴에서 개최된 UEFA 여자 유로 2013에 참가한 잉글랜드 여자 축구 국가대표팀 명단에 이름을 올렸다. 스페인과의 조별 예선 경기에서는 1-1 동점골을 기록했으나 잉글랜드는 스페인에 2-3 패배를 기록했으며 러시아와의 조별 예선 경기에서 1-1 무승부, 프랑스와의 조별 예선 경기에서 0-3 패배를 기록하면서 조별 예선에서 탈락했다.
에니올라 알루코는 2015년 FIFA 여자 월드컵 유럽 지역 예선에서 총 13골을 기록하여 잉글랜드가 캐나다에서 개최된 2015년 FIFA 여자 월드컵 본선에 진출하는 데에 기여했다. 에니올라 알루코는 프랑스·멕시코와의 조별 예선 경기에 기용되었느네 잉글랜드는 프랑스와의 조별 예선 경기에서 0-1 패배를 기록했고 멕시코와의 조별 예선 경기에서 2-1 승리를 기록했다. 조별 예선 경기와 결선 토너먼트 경기에 불참했던 에니올라 알루코는 독일과의 3·4위전 경기에서 후반전 16분에 교체 출전했는데 잉글랜드는 연장전 끝에 독일에 1-0 승리를 기록하면서 3위를 차지하게 된다.
에니올라 알루코는 2016년 3월 10일에 열린 프랑스와의 시빌리브스컵 경기에서 A매치 100경기 출전 기록을 수립했다. 에니올라 알루코는 2016년 5월을 끝으로 잉글랜드 여자 축구 국가대표팀에 소집되지 않았으며 잉글랜드 여자 축구 국가대표팀에서 A매치 102경기에 출전하여 33골을 기록했다. 2016년에는 잉글랜드 여자 축구 국가대표팀 감독을 역임하고 있던 마크 샘프슨과 코칭 스태프로부터 인종 차별 및 왕따 행위를 받았다는 사실을 잉글랜드 축구 협회에 고발했는데 마크 샘프슨은 에니올라 알루코에게 공개적으로 사과하게 된다.

## 수상

### 클럽
버밍엄 시티
- FA 여자 프리미어리그컵 1회 준우승 (2001-02)
- FA 여자 프리미어리그 북부 디비전 1회 우승 (2001-02)
- FA 여자컵 1회 우승 (2011-12)

찰턴 애슬레틱
- FA 여자 프리미어리그 내셔널 디비전 2회 준우승 (2003-04, 2004-05)
- FA 여자컵 1회 우승 (2004-05)
- FA 여자 커뮤니티 실드 1회 우승 (2004)
- FA 여자 프리미어리그컵 1회 우승 (2005-06)

세인트루이스 애슬레티카
- 미국 여자 프로 축구 리그 정규 시즌 1회 준우승 (2009)

첼시
- FA 여자 슈퍼리그 3회 우승 (2015, 2017, 2017-18)
- FA 여자컵 2회 우승 (2014-15, 2017-18)
- 국제 여자 클럽 챔피언십 1회 준우승 (2013)

유벤투스
- 세리에 A 펨미닐레 1회 우승 (2018-19)
- 여자 코파 이탈리아 1회 우승 (2018-19)
- 여자 수페르코파 이탈리아나 1회 우승 (2019)

### 국가대표
- 2009년 키프로스컵 우승
- UEFA 여자 유로 2009 준우승
- 2013년 키프로스컵 우승
- 2015년 키프로스컵 우승
- 2015년 FIFA 여자 월드컵 3위

### 개인
- 2002-03 시즌 FA 올해의 신인 선수 선정
- 2014-15 시즌 첼시 올해의 선수 선정
- 2015 FA 여자 슈퍼리그 시즌 올해의 팀 선정
- 2016 FA 여자 슈퍼리그 시즌 득점왕 수상
- 2017 FA 여자 슈퍼리그 시즌 올해의 팀 선정